# Mary Ball

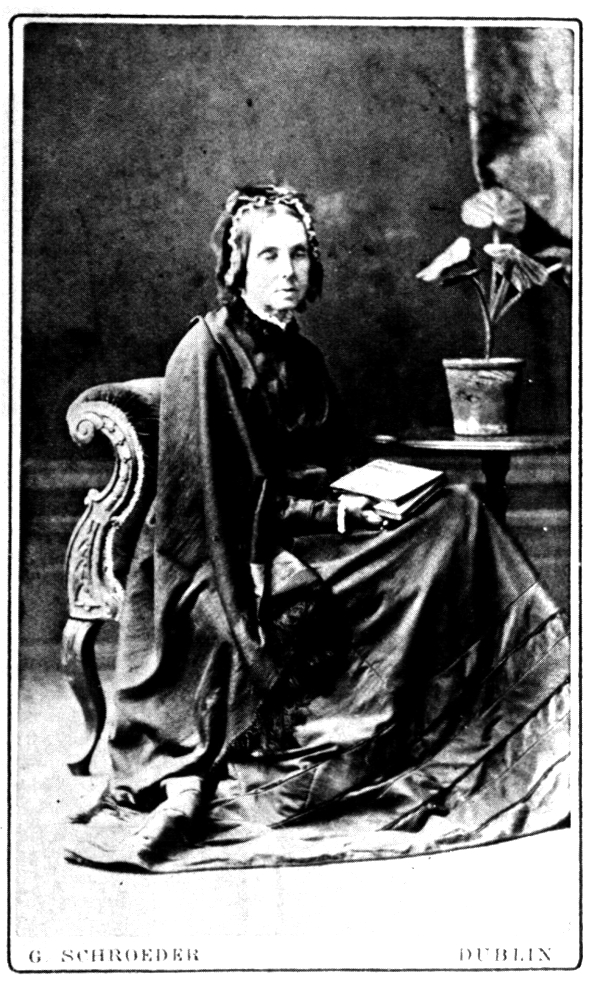
Mary Ball

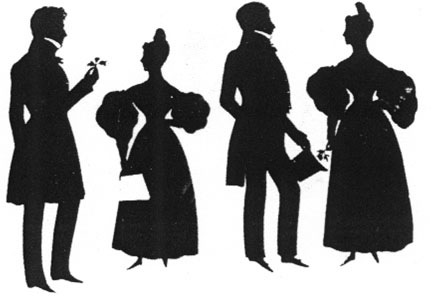
Scherenschnitt der irischen Naturforscher Robert, Anne, Bent und Mary aus den 1830er Jahren

Mary Ball (* 15. Februar 1812 in Cove (heute Cobh), Irland; † 17. Juli 1898 in Dublin, Irland) war eine irische Naturforscherin und Entomologin. Sie ist bekannt für ihr Studium der Libellen und für ihre Entdeckung der Stridulation bei Ruderwanzen.

## Leben und Werk
Ball wurde als zweite Tochter von Bob Stawell Ball und seiner Frau Mary in der Nähe von Cove geboren und zog 1815 mit der Familie in das nahe gelegene Youghal. Sie hatte zwei Brüder, Ben und Robert, sowie eine Schwester Anne. Über ihre Ausbildung ist nicht viel bekannt, aber sie hatte sicherlich Zugang zu einem Mikroskop und den neuesten Bänden der Naturgeschichte und der wissenschaftlichen Klassifikation der Zeit. Ihre Familie war bekannt für ihr Interesse an Naturgeschichte und sie spezialisierte sich auf das Sammeln von Wirbellosen und Muscheln. Es wurde berichtet, dass ihr Bruder Robert im Alter von fünf Jahren mit seinem Vater mit dem Sammeln von Exemplaren begann und sie auch daran teilnahm. Ihr Bruder Robert ermutigte sie bei ihren frühen Insektenstudien und kaufte für sie ein Exemplar von James Francis Stephens Systematic Catalogue of British insects, der 1829 veröffentlicht wurde.
1833 begann sie einen Briefwechsel mit dem Belfaster Naturforscher William Thompson. Ihre Insektensammlung war für die damalige Zeit groß und sehr bekannt. Thompson und der Botaniker William Henry Harvey benannten jeweils eine Molluske und einen Seetang nach ihr, darunter 1856 eine kleine Spiralschnecke Rissoa balliae. Ball war eine Bekannte von Alexander Haliday, einem der führenden Entomologen des 19. Jahrhunderts, sowie von dem belgischen Baron Edmond de Selys-Longchamps, einer bekannten Autorität für Libellen, der ihre Sammlung bei seinem Besuch in Dublin studierte. Ihre Beobachtungen von Schmetterlingen und Motten wurden von Haliday in seiner Arbeit über die irischen Schmetterlinge zitiert.  Sie zeichnete als erste die Stridulation bei Wasserwanzen auf und diese Beobachtungen wurden 1845 von ihrem Bruder veröffentlicht. Sie konzentrierte sich auf das Sammeln von Muscheln und Insekten und besaß eine der besten Sammlungen von Weichtieren des Landes, obwohl diese nach ihrem Tod entsorgt wurde.
Ihr Bruder Robert wurde 1844 zum Direktor des Dublin University Museum ernannt und spendete seine umfassende botanische und zoologische Sammlung mit 7000 Exemplaren, von denen einige für die Wissenschaft neu waren. Er organisierte dort die zoologischen und ethnologischen Sammlungen von vielen anderen, einschließlich die seiner Schwestern Anne und Mary Ball, die sich als wertvolle wissenschaftliche Referenz und als beliebte pädagogische Ausstellung erwiesen. 1852 besuchten bei freiem Eintritt das Museum 14.000 Besucher.
Nach dem Tod ihres Vaters 1841, ihres Mentors Thompson 1852 und ihres Bruders Robert 1857 scheint sie die Entomologie aufgegeben und sich der damaligen viktorianischen Begeisterung für Farne gewidmet zu haben. Ab 1837 lebte sie in Dublin, wo sie 1898 starb.
Ihre Insekten-Sammlungen sind in dem Natural History Museum in Dublin und in dem Zoologie Museum im Trinity College Dublin untergebracht.

## Veröffentlichungen
Ball hat ihre Arbeiten nicht unter ihrem eigenen Namen veröffentlicht. Die drei bekannten Werke wurden alle von ihrem Bruder Robert veröffentlicht.
- On the sounds produced by the Notonectidae under water. Annals and Magazine of Natural History 16, 1846, S. 129.
- On the noises produced by one of the Notonectidae Report of the British Association for the Advancement of Science. Notices and abstracts of communications Cambridge Meeting, June 1845: 64–65. Ball, R., 1846.
- Corixa striata, Curtis. Annals and Magazine of Natural History 17, S. 135–136.